# Yvonne Myriam
Yvonne Myriam, née le 5 janvier 1904 à Paris où elle est morte le 21 janvier 1952, est une cantatrice et sportive française.

## Biographie
Yvonne Champeaux est la fille de Georges Champeaux (1882-1914), imprimeur, et de Angélique Sandemont.
Son père, engagé dans les combats de la Première Guerre mondiale au sein du 291e régiment d'infanterie est mort au combat en septembre 1914. Yvonne Champeaux est adoptée par la nation en 1919.
Elle épouse en 1939 le tragédien Fernand Squinquel, frère de José Squinquel.
Elle interprète aux Folies-Belleville des chansons de Charly, d'André Myr et du compositeur André Grassi.
Elle parcourt seule sur sa moto 9000 kilomètres à travers l'Afrique du Nord.
Elle meurt accidentellement le 21 janvier 1952.